# Ciao ma'...
Ciao ma'... è un film musicarello italiano del 1988, diretto da Giandomenico Curi.
Il film è stato ideato per cavalcare l'onda del successo commerciale ottenuto dall'album C'è chi dice no di Vasco Rossi, uscito l'anno prima. Vi vengono utilizzati spezzoni di Vasco Rossi Live '87, del regista Nicola Metta, uscita nel 1988 e  registrazioni live tratte dal C'è Chi Dice No Tour.

## Trama
Roma, giugno 1987. È il giorno del concerto di Vasco Rossi al Palazzo dello Sport e un gruppo di adolescenti si gode con spensieratezza l'inizio delle vacanze estive.
Paolo è disposto a tutto pur di riuscire ad incontrare la rockstar emiliana. Tenta la sorte prima rubando il pass di accesso alla conferenza stampa, poi fingendosi roadie. Riesce infine, ad intrufolarsi nel camerino di Vasco Rossi, ma viene scoperto dalla security che per precauzione lo rinchiude in infermeria. Riesce a scappare solo alla fine del concerto.
Roberta è una ragazza timida ed innocente, alle prese con i primi amori. I suoi sogni sembrano avverarsi, quando finalmente viene invitata al concerto da Cristiano, il ragazzo della quale è innamorata. Tuttavia anche Gloria è attratta da Cristiano e invidiosa dell'occasione che il destino ha riservato all'amica, architetta un piano per metterla fuori dai giochi. A seguito di una bugia raccontata alla madre di Roberta, quest'ultima viene messa ingiustamente in punizione. Decisa a non arrendersi però, la giovane scappa di casa. Giunta al concerto, trova Gloria e Cristiano abbracciati, ma dopo essersi resa conto della falsità dell'amica e della poca serietà del ragazzo, manderà a quel paese entrambi.
Cinzia è una commessa antipatica e viziata, che tratta con arroganza i clienti del negozio in cui lavora. È convinta di essere molto apprezzata dai ragazzi, ma a poche ore dal concerto non ha ancora trovato nessuno che la accompagni. Riesce a rimediare in extremis, facendosi invitare da Popi, un ragazzo imbranato e molto attaccato alla madre che però abbandona, a pochi minuti dall'inizio dello spettacolo, esasperata dalla sua goffaggine. Alla fine del concerto i due si rincontrano: il ragazzo ha preso fiducia in sé stesso, ha conosciuto un'altra ragazza e ringrazia ironicamente Cinzia per la serata.
Nico è il tipico ragazzo dei quartieri popolari, amante del fitness e delle moto da corsa. Con la complicità del suo amico Gepy, riesce a conquistare due belle ragazze da portare al concerto. Sul più bello però, si rende conto che qualcuno gli ha svuotato il serbatoio dell'olio e dovrà dire addio ai suoi piani con la bella Susy.
Massimo viene incaricato dal fratello Nico di liberarlo dalla sua fidanzata Patrizia. Massimo, che è caratterialmente l'opposto del fratello, si sente in dovere di consolare la ragazza. Decide quindi di accompagnarla al concerto, nonostante la sua passione per la musica classica.
Finito il concerto, Paolo incontra Roberta in lacrime e tra i due nasce una simpatia. Nico, costretto a tornare a casa in metro, conosce Cinzia. Cristiano e Gloria, impassibili di fronte al dolore di Roberta, proseguono con indifferenza la loro storia. Tra Massimo e Patrizia invece, sembra essere scoccato l'amore.

## Colonna sonora
Alcuni dei brani musicali presenti nel film sono:
- Billy Idol – To Be A Lover
- Jill Jones – Mia bocca
- Boy George – Keep Me In Mind
- Tina Charles – I Love to Love (The DMC remix)
- Beastie Boys – Time to Get Ill
- Black – Wonderful Life
- Climie Fisher – Rise to the occasion (hip hop remix)
- Gregory Isaacs - Night Nurse
- Wolfgang Amadeus Mozart – Quintetto per archi n. 4 in sol minore KV 516
- Samantha Fox – I Surrender (To The Spirit Of The Night)
- Wolfgang Amadeus Mozart – Quintetto per corno ed archi KV 407
- Manu Dibango – Soul Makossa
- Hugh Masekela – Don't go lose it baby
- Clint Eastwood & General Saint – Another one bites the dust
- Vasco Rossi – Albachiara
- Vasco Rossi – Albachiara (live)
- Vasco Rossi – Bollicine (live)
- Vasco Rossi – Brava Giulia
- Vasco Rossi – C'è chi dice no
- Vasco Rossi – Ciao (live)
- Vasco Rossi – Cosa succede in città (live)
- Vasco Rossi – Dimentichiamoci questa città (live)
- Vasco Rossi – Non mi va (live)
- Vasco Rossi – Ridere di te
- Vasco Rossi – Una canzone per te
- Vasco Rossi – Vivere una favola